# Kingsley Ehizibue
Kingsley Osezele Ehizibue (ur. 25 maja 1995 w Monachium) – nigeryjski piłkarz holenderskiego pochodzenia występujący na pozycji obrońcy w niemieckim klubie Udinese. Wychowanek PEC Zwolle. Młodzieżowy reprezentant Holandii.